# Grażyna Biernacka
Grażyna Janina Biernacka (ur. 17 czerwca 1952 w Puławach, zm. 31 stycznia 2012 tamże) – polska laborantka, poseł na Sejm PRL IX kadencji.

## Życiorys
Córka Tadeusza i Feliksy. Ukończyła I Liceum Ogólnokształcące im. A.J. ks. Czartoryskiego w Puławach. Pracę zawodową rozpoczęła w 1973 w Puławskich Zakładach Przemysłu Bioweterynaryjnego na stanowisku laborantki. W 1978 wstąpiła do Polskiej Zjednoczonej Partii Robotniczej, pełniła funkcję członka komitetu wojewódzkiego w Lublinie i zastępcy członka komitetu miejskiego w Puławach. Była także działaczką Związku Socjalistycznej Młodzieży Polskiej. W 1985 uzyskała mandat posła na Sejm PRL IX kadencji z okręgu Puławy. W parlamencie zasiadała w Komisji Nauki i Postępu Technicznego oraz w Komisji Ochrony Środowiska i Zasobów Naturalnych.
Pochowana na cmentarzu komunalnym w Puławach.